# Biblioteca Nacional del Líbano
La Biblioteca Nacional del Líbano, (en árabe: المكتبة الو طنية, en francés: Bibliothèque nationale du Liban) toma su origen de la donación del vizconde De Tarazi en el año 1921, de casi veinte mil libros, algunos manuscritos raros, ejemplares de la prensa del momento, etc. El objetivo declarado era crear el núcleo de la Gran Biblioteca de Beirut; en 1922, el Ministerio de Educación Nacional tomó bajo su responsabilidad la gestión. Sin embargo, la Biblioteca no llegó a tener un personal cualificado, ni objetivos claros.
Durante la Guerra Civil Libanesa la biblioteca padeció severos bombardeos, daños y saqueos. De un fondo estimado de hasta cien mil libros y dos mil manuscritos, un número indeterminado se perdió o fue destruido. En 1979, se salvó lo que quedaba del fondo histórico en los Archivos Nacionales, y otros fondos de reciente adquisición fueron guardados en un lugar separado entre 1982 y 1983. 
En 1998, un fuerte llamamiento de la Biblioteca Nacional de Líbano, en Beirut ha sido publicado por la Asociación de Anticuarios en el Líbano, en los escritos de Jean-Pierre Fattal. Se busca crear un movimiento en favor del proyecto.
Concluido el marasmo causado por la confrontación bélica, en 1999 se planeó reconstituir la institución, y con donaciones europeas y de diversos particulares y países árabes vecinos se restauraron parte de los fondos de más valor y se estableció como objetivo depositar en la Biblioteca todos los libros editados en Líbano cada año, así como fondos sobre el país y el mundo árabe. Sin embargo, la Guerra del Líbano de 2006 volvió a poner en riesgo el futuro de la biblioteca, ya que el almacén cercano al puerto sufrió bombardeos aéreos.